# Gisela Jacobasch

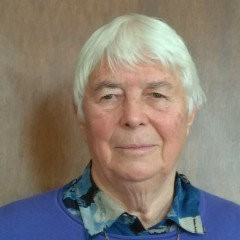
Gisela Jacobasch (2018)

Gisela Jacobasch (* 4. Februar 1935 in Danzig) ist eine deutsche Biochemikerin und Lebensmittelforscherin.

## Leben
Gisela Jacobasch, geborene Kroggel, besuchte in Berlin eine Oberschule im mathematisch-naturwissenschaftlichen Zweig und legte hier 1954 das Abitur ab. Danach nahm sie ein Studium der Medizin an der Medizinischen Fakultät (Charité) der Humboldt-Universität zu Berlin (HUB) in der Fachrichtung Stomatologie (Zahnheilkunde) auf. 1960 erlangte sie ihre Approbation als Zahnarzt. Anschließend führte sie eine Facharztausbildung für Biochemie bei Samuel Mitja Rapoport durch, dem profiliertesten Biochemiker der DDR. 1961 folgte ihre zweite Approbation für die Fachdisziplin Physiologische Chemie, da sie das Physikum für Humanmedizin und alle Hauptfächer der Medizinausbildung abgeschlossen hatte. 1964 erfolgte ihre Promotion an der Medizinischen Fakultät der HUB mit einer Dissertation zum Thema „Vergleichende Bestimmungen der NADH-Cytochrom-c-Reduktase in verschiedenen Organen und Tierarten und der Einfluss des Hungers auf die Halterung des Enzyms.“ Die Verteidigung der Doktorarbeit hat sie mit dem höchsten Prädikat „summa cum laude“ abgeschlossen.
1965 wurde Jacobasch zum Oberarzt ernannt. 1968 folgte ihre Facharztanerkennung für Biochemie, und sie bekam einen Lehrauftrag für die Hauptvorlesung Biochemie für Medizinstudenten.
1970 wurde ihr die facultas docendi (Lehrbefähigung) verliehen, und es erfolgte ihre Habilitation (Promotion B) an der Biowissenschaftlichen Fakultät der HUB mit einer Arbeit zum Thema Regulation des glykolytischen Stoffwechsels roter Blutzellen. Hiermit erlangte sie den akademischen Grad Dr. sc. nat. Jacobasch wurde zum Hochschuldozenten für das Fach Biochemie an der HUB berufen (entsprach einer C3-Professur).
1974 wurde Jacobasch zum Ordentlichen Professor für Biochemie an der HUB (Charité) berufen und zum Stellvertretenden Institutsdirektor ernannt. Nach der Emeritierung des Institutsdirektors des Instituts für Biochemie Samuel Mitja Rapoport war Jacobasch Kommissarischer Institutsdirektor in der Zeit von 1978 bis 1979.
Nach der deutschen Wiedervereinigung war Jacobasch von 1992 bis 1995 Angestellte Professorin an der HUB. Von 1990 bis 1992 war sie zudem Stellvertretende Vorsitzende der ZPSK der HUB, Mitglied des Charité-Parlaments und des Konzils der HUB.
1995 wechselte Jacobasch an das neu gegründete Deutsche Institut für Ernährungsforschung in Potsdam-Rehbrücke und übernahm dort die Leitung der Abteilung Präventiv-Medizinische Lebensmittelforschung. Im Jahre 2000 erfolgte hier ihre Verabschiedung in den altersbedingten Ruhestand. Bis 2008 publizierte sie wissenschaftliche Arbeiten.
Seit 1970 lebt die Familie Jacobasch in Wandlitz. Gisela Jacobasch, geb. Kroggel, ist mit dem Arzt Karl-Heinz Jacobasch verheiratet und hat ein Kind.

## Wissenschaftliche Arbeitsgebiete
- 1960–1964 Enzymkinetik, Enzymologie, Proteinreinigung
- 1965–1968 Elektrolytstoffwechsel, Aufbau eines Testprogramms zur Diagnostik von Anämien
- 1968–1980 Detailuntersuchungen zur Regulation der Erythrozytenglykolyse, Reinigung und Charakterisierung roter Blutzellen, Mathematische Modellierung von Kontrollenzymen und der Glykolysekette. Diese Arbeiten wurden in enger Zusammenarbeit mit Hämatologen und Kinderärzten in vielen Ländern im Rahmen des RGW durchgeführt. Diese Forschungsergebnisse bildeten die Grundlage für therapeutische und präventive Maßnahmen.
- 1975–1985 Charakterisierung von Enzymmutanten, Mathematische Modellierungen von Stoffwechselstörungen mit Modellen verschiedener Komplexität
- 1986–1989 Arbeiten zum rheologischen Verhalten roter Blutzellen bei angeborenen Stoffwechselstörungen
- 1990–1995 Aufklärung der Struktur des PK-L-Gens
- 1995–2000 Präventiv-Medizinische Lebensmittelforschung. Im Mittelpunkt stand die Erforschung der Wechselbeziehungen zwischen dem Stoffwechsel der im Dickdarm lebenden Bakterien (Mikrobiota) und dem Gesamtorganismus. Es wurde erkannt, dass fett- und energiereiche Ernährung die bakterielle Zusammensetzung im Dickdarm verändert, was zu einem chronischen Entzündungszustand führt. Dieser initiiert viele häufig auftretende Erkrankungen (Diabetes mellitus Typ II, Herzkreislaufschäden, Tumorerkrankungen und neurodegenerative Erkrankungen). Durch Präbiotika (Substrate für den Stoffwechsel der Bakterien), wie sie von Jacobasch und ihren Mitarbeitern entwickelt wurden (z. B. Präbiotikum Immunoform Fibra), lässt sich eine gesunde Zusammensetzung der Mikrobiota wiederherstellen und stabilisieren sowie die Initiierung der Erkrankungen unterdrücken.

## Mitgliedschaften und Auszeichnungen (Auswahl)
- Gesellschaft für Humangenetik
- Gesellschaft für Biologische Chemie
- 1972: Rudolf-Virchow-Preis
- 1974 – 1990 Mitglied der Medizinischen Fakultät der HUB
- 1990 – 1992 Stellvertretende Vorsitzende der ZPSK der HUB, Mitglied des Charité-Parlaments und Mitglied des Konzils der HUB
- 1993 Mitglied einer SBK an der Universität Potsdam
- 1997 Wahl zum Mitglied der Gelehrtengesellschaft Leibniz-Sozietät der Wissenschaften zu Berlin
- 2020 Daniel-Ernst-Jablonski-Medaille der Leibniz-Sozietät der Wissenschaften zu Berlin.[5]

## Publikationen (Auswahl)
Jacobasch veröffentlichte zahlreiche Forschungsbeiträge, und sie betreute über 100 Diplomanden, Doktoranden und Habilitanden, die ihre Graduierungsarbeiten unter ihrer Anleitung abgeschlossen haben. Sie hat über 150 Publikationen in nationalen und internationalen Fachzeitschriften sowie Fachbücher vorgelegt.
- G. Jacobasch: Kapitel Hartgewebe. In: S. M. Rapoport: Medizinische Biochemie – Lehrbuch für Studierende und Ärzte. Verlag Volk und Gesundheit, Berlin 1962.
- G. Jacobasch, S. Minakami, S. M. Rapoport: Glycosis of the Erythrocytes. Ed. by H. Yoshikawa, S. M. Rapoport. University of Tokyo Press 1974.
- G. Jacobasch, S. M. Rapoport: Molecular Diseases. Pergamon Press 1978.
- G. Jacobasch: Kapitel Anämien. In: U. Zwiener: Allgemeine und Klinische Pathophysiologie. Gustav Fischer Verlag, Jena 1993.
- G. Jacobasch: Bienensterben – Ursache und Folgen. In: Peter Hübner; Bernd Meier (Hrsg.): Interkulturelle Koedukation in der Berufsbildung. Workshop des Arbeitskreises "Pädagogik" der Leibniz-Sozietät in Kooperation mit dem Unternehmerverband Brandenburg-Berlin e. V. und der Sicherheitsakademie Berlin am 6. Juni 2019 im Schloss Biesdorf. Sitzungsberichte der Leibniz-Sozietät der Wissenschaften zu Berlin, Band 141, S. 143–167. trafo Wissenschaftsverlag, Berlin 2019, ISBN 978-3-86464-177-0.